# Mulberry (Ohio)
Mulberry – jednostka osadnicza w Stanach Zjednoczonych, w stanie Ohio, w hrabstwie Clermont.